# Nicolae Petrică
Nicolae Petrică este un general din Republica Moldova.

## Biografie
General de Brigadă (r) Nicolae Petrică s-a născut la 24 decembrie anul 1944 în s. Oziornoie raionul Izmail (astăzi Ucraina). A absorbit viața de țăran ca toți tinerii din acele timpuri. Viața de armată și-a legat-o încă din 1964 fiind admis ca cursant la Școala de Tancuri din or. Kazani, pe care a absolvit-o cu diplomă roșie. Ulterior și-a continuat serviciul militar de ofițer în Regimentul de gardă de tancuri din Germania. La cererea personală, în 1968, a fost transferat în regimentul de tancuri din or. Chișinău, unde a avansat de la comandant de pluton la comandant de batalion.
În a. 1977 a absolvit Academia Militară a Trupelor de Tancuri din or. Moscova, fiind repartizat mai apoi pentru satisfacerea serviciului militar în Orientul Depărtat. În perioada 11.03.1985-24.05.1987 a fost repartizat pentru serviciu în Afganistan, ca consilier al comandantului de divizie, unde a condus și participat la 26 acțiuni de luptă și operațiuni de însoțire a coloanelor de transportare cu armament, combustibil, alimente, etc.
În aceeași perioadă a fost numit șef adjunct al Școlii Superioare de Comandament și Tancuri din or. Tașchent. Din 1992 își continuie serviciul militar în Armata Națională, fiind numit șef Direcție Pregătire de Luptă a Ministerului Apărării RM. În timpul conflictului militar din stânga Nistrului este numit comandant la cap de pod Cocieri, iar la 04.08.1992 – comandant al Forțelor de Menținere a Păcii RM.
În perioada 1992-1993 exercită funcția de Șef Marelui Stat Major, Comandant al Armatei Naționale, Prim Vice ministru Apărării R. Moldova. Ca șef al Catedrei Militare a Universității Tehnice a Moldovei activează din 10 octombrie 2002.
Nicolae Petrică a fost avansat în gradul de general de brigadă la data de 6 iunie 1993 de către președintele Republicii Moldova, Mircea Snegur. 

### Studii
- Școala Militară de Tancuri or. Kazani
- Academia Militară de Tancuri or. Moscova
- Activitatea profesională:
- Comandant al regimentului de tancuri
- Prim – locțiitor comandant de divizie Inf.Mo.
- Consilier Comandantului de Divizie Inf. Mo.
- Afganistan
- Prim-locțiitor al Școlii Militare Superioare de Tancuri or. Circik, Uzbechistan
- Șef Direcție Armata Națională
- Șef Marelui Stat Major, Comandant al Armatei Naționale. Prim Vice ministru Apărării R. Moldova
- Participant la războiul din Transnistria, comandant la cap de pod Cocieri
- Participant la războiul din Afganistan, consilier al comandantului de divizie

## Distincții și decorații
- Ordinul “Steaua Roșie”
- Ordinul „ Insigna de Onoare”
- Medalia „Pentru Vitejie”
- Ordinul „ Ștefan cel Mare”
- Alte distincții – 15